# Сезар (кинопремия, 2000)

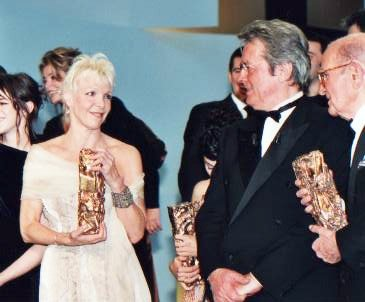
трижды обладательница «Сезара» режиссёр Тони Маршаль и президент 25-й церемонии Ален Делон

25-я церемония вручения наград премии «Сезар» (также известной как Ночь Сезара (фр. Nuit des César)) за заслуги в области французского кинематографа за 1999 год состоялась 19 февраля 2000 года в театре Елисейских Полей (Париж, Франция). Президентом церемонии выступил актёр Ален Делон.
Больше всех наград в этом году получила романтическая комедия «Салон красоты „Венера“», взявшая призы в четырёх номинациях, три из которых (за лучший фильм, режиссуру и сценарий) достались Тони Маршаль, которая стала первой и пока единственной женщиной, удостоенной награды в режиссёрской номинации.

## Список лауреатов и номинантов
Количество наград/номинаций:
- 2/8: «Жанна д’Арк»
- 1/8: «Девушка на мосту»
- 4/7: «Салон красоты „Венера“»
- 1/5: «Мой маленький бизнес»
- 0/5: «Дети природы»
- 1/4: «Рождественский пирог»
- 0/4: «Восток-Запад»
- 1/3: «Будь храбрым!»
- 0/3: «Болезнь Захса» / «Карнавал»
- 2/2: «Гималаи» / «Путешествия»
- 1/2: «Что есть жизнь?» / «Рембрандт»
- 0/2: «Дилетантка» / «Возможно»
- 1/1: «Sale battars» / «Всё о моей матери»

### Основные категории
• Лауреаты выделены отдельным цветом. 
| Категории                                              | Лауреаты и номинанты                                                                     | Лауреаты и номинанты                                                           | Лауреаты и номинанты |
| ------------------------------------------------------ | ---------------------------------------------------------------------------------------- | ------------------------------------------------------------------------------ | -------------------- |
| Лучший фильм                                           | • Салон красоты «Венера» / Vénus Beauté (Institut) (режиссёр: Тони Маршаль)              | • Салон красоты «Венера» / Vénus Beauté (Institut) (режиссёр: Тони Маршаль)    |                      |
| Лучший фильм                                           | • Дети природы / Les Enfants du marais (режиссёр: Жан Бекер)                             |                                                                                |                      |
| Лучший фильм                                           | • Восток-Запад / Est-Ouest (режиссёр: Режис Варнье)                                      |                                                                                |                      |
| Лучший фильм                                           | • Девушка на мосту / La Fille sur le pont (режиссёр: Патрис Леконт)                      |                                                                                |                      |
| Лучший фильм                                           | • Жанна д’Арк / Jeanne d’Arc (режиссёр: Люк Бессон)                                      |                                                                                |                      |
| Лучший режиссёр                                        |                                                                                          | • Тони Маршаль за фильм «Салон красоты „Венера“»                               |                      |
| Лучший режиссёр                                        | • Режис Варнье — «Восток-Запад»                                                          |                                                                                |                      |
| Лучший режиссёр                                        | • Люк Бессон — «Жанна д’Арк»                                                             |                                                                                |                      |
| Лучший режиссёр                                        | • Патрис Леконт — «Девушка на мосту»                                                     |                                                                                |                      |
| Лучший режиссёр                                        | • Жан Бекер — «Дети природы»                                                             |                                                                                |                      |
| Лучший режиссёр                                        | • Мишель Девиль — «Болезнь Захса»                                                        |                                                                                |                      |
| Лучший актёр                                           |                                                                                          | • Даниэль Отёй — «Девушка на мосту» (за роль Габора)                           |                      |
| Лучший актёр                                           | • Жан-Пьер Бакри — «Кеннеди и я» (фр.) (за роль Симона Полари)                           |                                                                                |                      |
| Лучший актёр                                           | • Альбер Дюпонтель — «Болезнь Захса» (за роль д-ра Брюно Захса)                          |                                                                                |                      |
| Лучший актёр                                           | • Венсан Линдон — «Мой маленький бизнес» (фр.) (за роль Ивана Ланси)                     |                                                                                |                      |
| Лучший актёр                                           | • Филипп Торретон — «Это начинается сегодня» (фр.) (за роль Даниэля Лефевра)             |                                                                                |                      |
| Лучшая актриса                                         |                                                                                          | • Карин Виар — «Будь храбрым!» (фр.) (за роль Эммы)                            |                      |
| Лучшая актриса                                         | • Натали Бай — «Салон красоты „Венера“» (за роль Анжелы Пиана)                           |                                                                                |                      |
| Лучшая актриса                                         | • Сандрин Боннер — «Восток-Запад» (за роль Мари Головиной)                               |                                                                                |                      |
| Лучшая актриса                                         | • Катрин Фро — «Дилетантка» (фр.) (за роль Пьеретты Дюмортье)                            |                                                                                |                      |
| Лучшая актриса                                         | • Ванесса Паради — «Девушка на мосту» (за роль Адели)                                    |                                                                                |                      |
| Лучший актёр второго плана                             |                                                                                          | • Франсуа Берлеан — «Мой маленький бизнес» (за роль Максима Нассиеффа)         |                      |
| Лучший актёр второго плана                             | • Жак Дюфило — «Что есть жизнь?» (фр.) (за роль Ноэля)                                   |                                                                                |                      |
| Лучший актёр второго плана                             | • Андре Дюссолье — «Дети природы» (за роль Амедея)                                       |                                                                                |                      |
| Лучший актёр второго плана                             | • Клод Риш — «Рождественский пирог» (фр.) (за роль Станисласа Романа)                    |                                                                                |                      |
| Лучший актёр второго плана                             | • Рошди Зем — «Мой маленький бизнес» (за роль Сами)                                      |                                                                                |                      |
| Лучшая актриса второго плана                           |                                                                                          | • Шарлотта Генсбур — «Рождественский пирог» (за роль Миллы)                    |                      |
| Лучшая актриса второго плана                           | • Катрин Муше — «Мой маленький бизнес» (за роль Люси)                                    |                                                                                |                      |
| Лучшая актриса второго плана                           | • Бюль Ожье — «Салон красоты „Венера“» (за роль мадам Надин)                             |                                                                                |                      |
| Лучшая актриса второго плана                           | • Лин Рено — «Любимая тёща» (за роль Нику)                                               |                                                                                |                      |
| Лучшая актриса второго плана                           | • Матильда Сенье — «Салон красоты „Венера“» (за роль Саманты)                            |                                                                                |                      |
| Самый многообещающий актёр                             |                                                                                          | • Эрик Каравака — «Что есть жизнь?»                                            |                      |
| Самый многообещающий актёр                             | • Кловис Корнийяк — «Карнавал» (фр.)                                                     |                                                                                |                      |
| Самый многообещающий актёр                             | • Ромен Дюрис — «Возможно»                                                               |                                                                                |                      |
| Самый многообещающий актёр                             | • Лоран Люка — «Будь храбрым!»                                                           |                                                                                |                      |
| Самый многообещающий актёр                             | • Робинсон Стевенен — «Дурные знакомства» (фр.)                                          |                                                                                |                      |
| Самая многообещающая актриса                           |                                                                                          | • Одри Тоту — «Салон красоты „Венера“»                                         |                      |
| Самая многообещающая актриса                           | • Валентина Черви — «Ничего о Робере» (фр.)                                              |                                                                                |                      |
| Самая многообещающая актриса                           | • Эмили Декьенн — «Розетта»                                                              |                                                                                |                      |
| Самая многообещающая актриса                           | • Барбара Шульц (фр.) — «Дилетантка»                                                     |                                                                                |                      |
| Самая многообещающая актриса                           | • Сильви Тестю — «Карнавал»                                                              |                                                                                |                      |
| Лучший оригинальный или адаптированный сценарий        |                                                                                          | • Тони Маршаль — «Салон красоты „Венера“»                                      |                      |
| Лучший оригинальный или адаптированный сценарий        | • Кристофер Томпсон и Даниэль Томпсон — «Рождественский пирог»                           |                                                                                |                      |
| Лучший оригинальный или адаптированный сценарий        | • Серж Фридман (фр.) — «Девушка на мосту»                                                |                                                                                |                      |
| Лучший оригинальный или адаптированный сценарий        | • Пьер Жоливе (фр.) и Симон Микаэль (фр.) — «Мой маленький бизнес»                       |                                                                                |                      |
| Лучший оригинальный или адаптированный сценарий        | • Мишель Девиль и Розалинд Девиль — «Болезнь Захса»                                      |                                                                                |                      |
| Лучшая музыка к фильму                                 |                                                                                          | • Брюно Куле за музыку к фильму «Гималаи»                                      |                      |
| Лучшая музыка к фильму                                 | • Патрик Дойл — «Восток-Запад»                                                           |                                                                                |                      |
| Лучшая музыка к фильму                                 | • Эрик Серра — «Жанна д’Арк»                                                             |                                                                                |                      |
| Лучшая музыка к фильму                                 | • Пьер Башле — «Дети природы»                                                            |                                                                                |                      |
| Лучший монтаж                                          | • Эмманюэль Кастро (фр.) — «Путешествия» (фр.)                                           | • Эмманюэль Кастро (фр.) — «Путешествия» (фр.)                                 |                      |
| Лучший монтаж                                          | • Сильви Ландра (фр.) — «Жанна д’Арк»                                                    |                                                                                |                      |
| Лучший монтаж                                          | • Жоэль Аш (фр.) — «Девушка на мосту»                                                    |                                                                                |                      |
| Лучшая работа оператора                                | • Эрик Гишар (фр.), Жан-Поль Мерисс (фр.) — «Гималаи»                                    | • Эрик Гишар (фр.), Жан-Поль Мерисс (фр.) — «Гималаи»                          |                      |
| Лучшая работа оператора                                | • Тьерри Арбогаст — «Жанна д’Арк»                                                        |                                                                                |                      |
| Лучшая работа оператора                                | • Жан-Мари Дрюжо (фр.) — «Девушка на мосту»                                              |                                                                                |                      |
| Лучшие декорации                                       | • Филипп Шиффр (фр.) — «Рембрандт» (фр.)                                                 | • Филипп Шиффр (фр.) — «Рембрандт» (фр.)                                       |                      |
| Лучшие декорации                                       | • Жан Рабасс (фр.) — «Астерикс и Обеликс против Цезаря»                                  |                                                                                |                      |
| Лучшие декорации                                       | • Юг Тиссандье (фр.) — «Жанна д’Арк»                                                     |                                                                                |                      |
| Лучшие декорации                                       | • Франсуа Эмманюэлли — «Возможно»                                                        |                                                                                |                      |
| Лучшие костюмы                                         | • Катрин Летерье (фр.) — «Жанна д’Арк»                                                   | • Катрин Летерье (фр.) — «Жанна д’Арк»                                         |                      |
| Лучшие костюмы                                         | • Каролин де Вивэз (фр.), Габриэлла Пескуччи — «Обретённое время»                        |                                                                                |                      |
| Лучшие костюмы                                         | • Ев-Мари Арно (фр.) — «Рембрандт»                                                       |                                                                                |                      |
| Лучший звук                                            | • Франсуа Гру (фр.), Брюно Тарьер (фр.) и Венсан Тюлли — «Жанна д’Арк»                   | • Франсуа Гру (фр.), Брюно Тарьер (фр.) и Венсан Тюлли — «Жанна д’Арк»         |                      |
| Лучший звук                                            | • Доминик Эннекен (фр.) и Поль Лайне (фр.) — «Девушка на мосту»                          |                                                                                |                      |
| Лучший звук                                            | • Вильям Флажоле (фр.) и Гийом Сьиама (фр.) — «Дети природы»                             |                                                                                |                      |
| Лучшая дебютная работа (фр. Meilleure Première Oeuvre) | • «Путешествия» — режиссёр: Эмманюэль Финкель                                            | • «Путешествия» — режиссёр: Эмманюэль Финкель                                  |                      |
| Лучшая дебютная работа (фр. Meilleure Première Oeuvre) | • «Будь храбрым!» — режиссёр: Сольвейг Анспах (исл.)                                     |                                                                                |                      |
| Лучшая дебютная работа (фр. Meilleure Première Oeuvre) | • «Карнавал» — режиссёр: Тома Венсан (фр.)                                               |                                                                                |                      |
| Лучшая дебютная работа (фр. Meilleure Première Oeuvre) | • «Рождественский пирог» — режиссёр: Даниэль Томпсон                                     |                                                                                |                      |
| Лучшая дебютная работа (фр. Meilleure Première Oeuvre) | • «Конвоиры ждут» (фр.) — режиссёр: Бенуа Марьяж (фр.)                                   |                                                                                |                      |
| Лучший короткометражный фильм                          | • Sale battars (режиссёр: Дэльфин Глейз)                                                 | • Sale battars (режиссёр: Дэльфин Глейз)                                       |                      |
| Лучший короткометражный фильм                          | • В тени больших баобабов / À l’ombre des grands baobabs (режиссёр: Реми Тамале)         |                                                                                |                      |
| Лучший короткометражный фильм                          | • Acide animé (режиссёр: Гийом Брео)                                                     |                                                                                |                      |
| Лучший короткометражный фильм                          | • Camping sauvage (режиссёры: Абд-эль Кадер Аун и Джордано Гедерлини)                    |                                                                                |                      |
| Лучший короткометражный фильм                          | • Rue bleue (режиссёр: Чад Ченуга)                                                       |                                                                                |                      |
| Лучший иностранный фильм                               | • Всё о моей матери / Todo sobre mi madre (Испания, режиссёр Педро Альмодовар)           | • Всё о моей матери / Todo sobre mi madre (Испания, режиссёр Педро Альмодовар) |                      |
| Лучший иностранный фильм                               | • Быть Джоном Малковичем / Being John Malkovich (США, реж. Спайк Джонз)                  |                                                                                |                      |
| Лучший иностранный фильм                               | • С широко закрытыми глазами / Eyes Wide Shut (США, реж. Стэнли Кубрик)                  |                                                                                |                      |
| Лучший иностранный фильм                               | • Пёс-призрак: путь самурая / Ghost Dog: The Way of the Samurai (США, реж. Джим Джармуш) |                                                                                |                      |
| Лучший иностранный фильм                               | • Тонкая красная линия / The Thin Red Line (США, реж. Терренс Малик)                     |                                                                                |                      |

### Специальные награды
| Награда          | Лауреаты          | Лауреаты         |
| ---------------- | ----------------- | ---------------- |
| Почётный «Сезар» |                   | • Жозиан Баласко |
| Почётный «Сезар» | • Жорж Кравенн    |                  |
| Почётный «Сезар» | • Жан-Пьер Лео    |                  |
| Почётный «Сезар» | • Мартин Скорсезе |                  |